# The Bay
Pour les articles homonymes, voir Bay.
Pour la série télévisée, voir The Bay (série télévisée).
Pour plus de détails, voir Fiche technique et Distribution.
The Bay est un film américain réalisé par Barry Levinson et sorti en 2012.

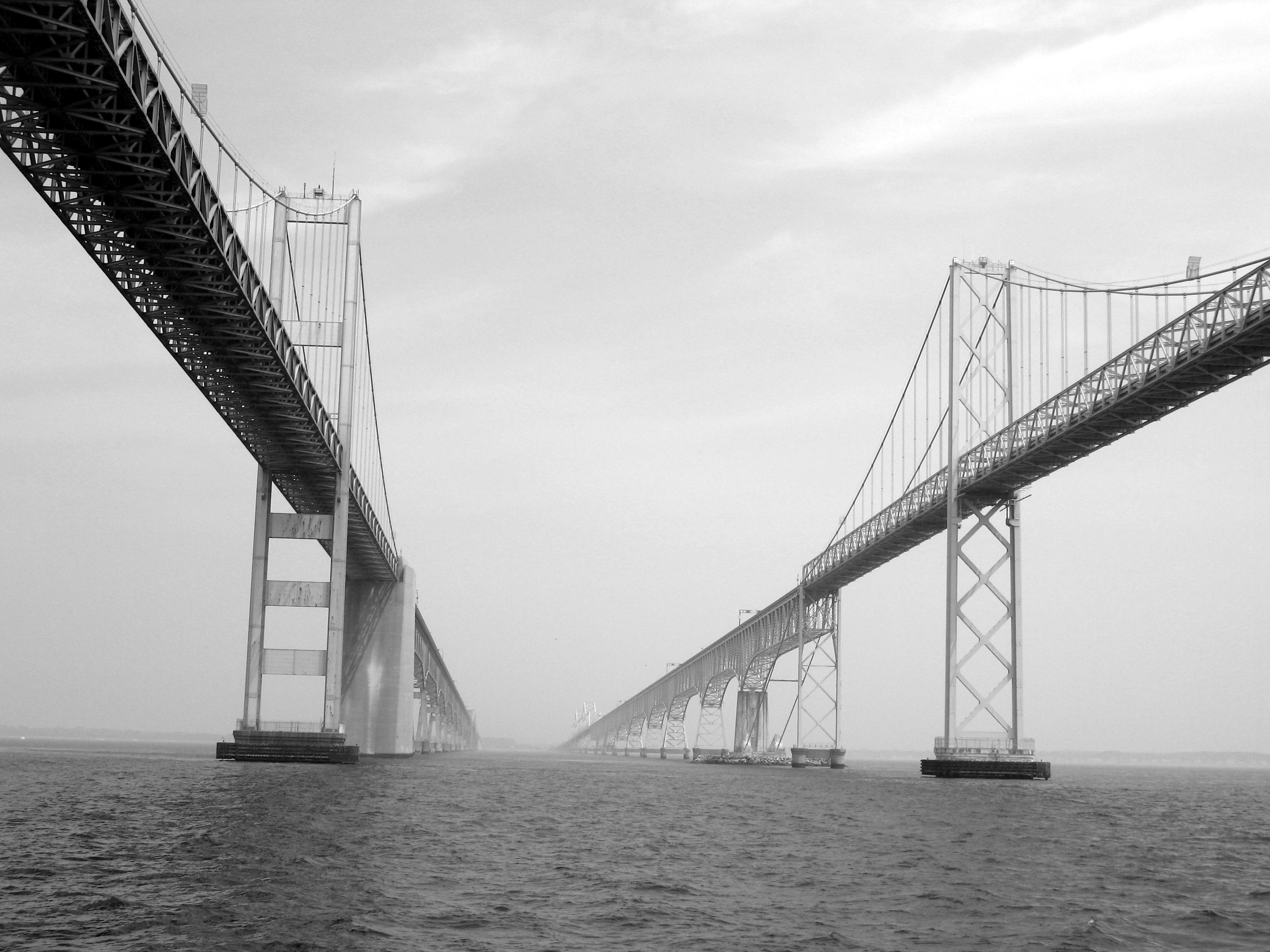
Vue de la baie de Chesapeake

Il s'agit d'un faux documentaire (ou mockumentary) racontant la contamination d'un lac dans la baie de Chesapeake dans le Maryland. Le film est un found footage avec des images d'archives venant des caméras de sécurité, vidéos amateures, visioconférences ou encore des reportages télévisées.

## Synopsis

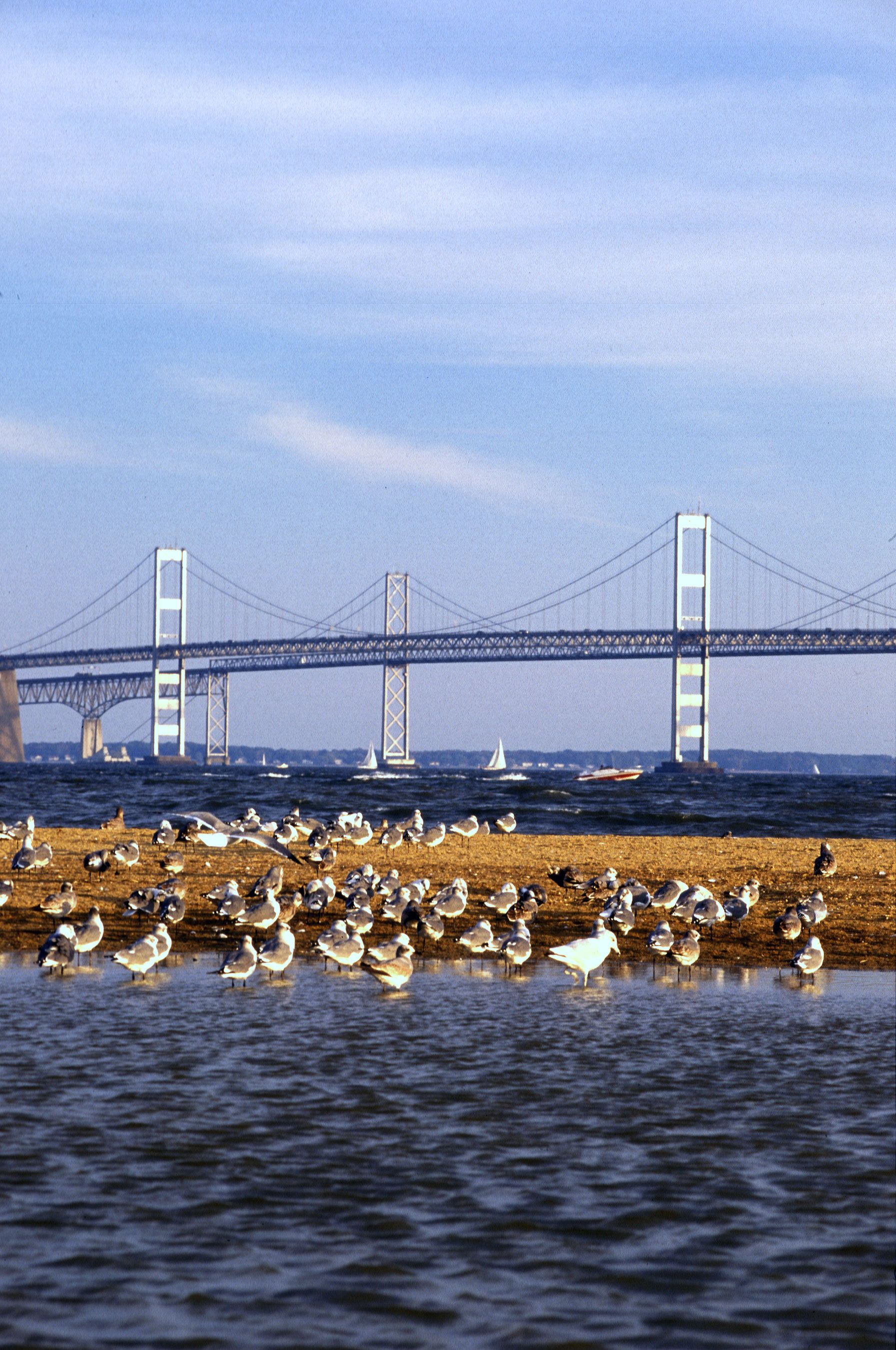
Vue de la baie de Chesapeake.

Des archives de journaux télévisés dévoilent des reportages montrant plusieurs milliers de poissons et d'oiseaux morts. Les scientifiques n'ont aucune explication à cette catastrophe écologique. Après cela, un texte écrit nous apprend que l'histoire qui va suivre n'a jamais été révélée au public.
Une femme nommée Donna Thompson est en pleine vidéo-conférence avec une autre personne. En se présentant, elle évoque qu'à l'époque des faits elle était étudiante en communication à l'American University. Elle a couvert l'événement du 4 juillet en l'an 2009, à Claridge dans l'État du Maryland. Elle parle d'un site web, où tout le contenu numérique enregistré durant cette journée est présent. Il s'avère que ces images furent confisquées par les autorités. Après cela, plusieurs de ces vidéos montrent la petite ville en question où on y voit de nombreuses personnes s'amuser. Donna elle-même y passait tous les étés étant plus jeunes avec ses parents. Elle présente également le maire John Stockman, ainsi qu'un couple dont toute leur famille fut décédé à cause de ce désastre... on la voit aussi, micro à la main, accompagnée de son cadreur interviewer plusieurs habitants. Fondée en 1903 par un pécheur, la ville comptait plus de 6200 habitants, et que le tourisme aquatique durant l'été l'a rendue prospère.
Une vidéo nocturne s'ensuit, montrant la découverte des corps de deux scientifiques, dans la baie de Chesapeake, six semaines avant l'incident. Les blessures pourraient correspondre à des morsures de requins. Les victimes étaient des océanographes, dont leur travail était de mesurer le taux de pollution dans la baie. Ils découvrent par le résultat d'analyses, que ce taux est très élevé. Des disputes éclatèrent entre les habitants et le maire à ce sujet. Une nouvelle vidéo tournée de nuit venant d'un site web, fermé dès le lendemain de la catastrophe, nous montre un individu dévoilant la vérité sur cette pollution, à cause des montagnes de fientes de poulets dû à une production de masse. Sur d'autres images, on peut voir qu'une usine de désalinisation non loin de la ville filtrait l'eau de la baie, et fût utilisée aussi pour la production de poulet.
Soudain, le contenu suivant nous montre le début de l'incident. De nombreuses personnes, dont des enfants, se retrouvent avec des plaques; furoncles ; lésions sur leur corps, et les candidats du concours annuel de mangeurs de crabes se mettent tous à vomir. L'hôpital de la ville est rapidement débordé de patients, subissant les mêmes symptômes. Donna présente sur une autre vidéo le Dr Jack Abrams qui traita plus de 350 patients ce jour-là, avant de mourir dans la soirée. Inquiet, Il contacte le CDC. Il est rejoint par le Dr Williams, du service des maladies transmissibles afin de comprendre les raisons de cette épidémie.
S'ensuivent des images venant d'un véhicule des forces de l'ordre, Donna présente les agents de police Paul et Jimson. Ceux-ci signalent la mort d'un habitant, dans une banlieue résidentielle. Après ça, du nouveau contenu est dévoilé où l'on voit le couple Alex et Stéphanie avec leur bébé. La petite famille a loué un bateau pour rejoindre Claridge et admirer les feux d'artifice du 4 juillet. Il s'avère que Stéphanie a grandi dans cette ville et que sa famille y vit. Une vidéo particulièrement choquante s'ensuit, on peut y voir une femme crachant du sang et crier de douleur. Une voisine paniquée appelle police d'urgence, dont le centre est submergé d'appels. Paul et Jimson arrivent sur les lieux, la femme agonisante est décédée d'une manière atroce, sa langue étant sectionnée et ses intestins à l'air libre. Les pistes d'un meurtre sont évoqués, Donna arrive sur place pour interviewer un voisin. Pendant ce temps, Alex et Stéphanie partent avec leur bateau pour un voyage d'environ sept heures.
La journaliste présente une nouvelle vidéo où on y voit une adolescente nommée Jennifer, en facetime avec son amie. Elle lui dévoile des marques lui provoquant des douleurs qui sont apparus sur son corps, semblables aux patients de l'hôpital. Elle a tenté de contacter d'autres personnes, mais aucune ne répond. Ses parents l'ayant visiblement abandonné, car ils sont partis sans lui dire un mot. Le film revient à nouveau sur les deux océanographes, ceux-ci montrent à l'aide d'une caméra, l'intérieur d'un poisson mort attaqué par des larves parasites. Ils envoyèrent la vidéo au maire Stockman le 18 mai, mais ils n'eurent aucune réponse de sa part. Retour au 4 juillet, un journal télévisé parle d'un autre meurtre non loin de celui de la jeune femme. Donna est également sur place avec son cadreur pour couvrir cet événement, diffusé en direct sur le blog WVBR. (Qui sera fermé par le FBI, voulant éloigner les médias de l'affaire)
D'autres contenus s'ensuivent rapidement. Le Dr Abrams envoie une vidéo par mail au CDC, où il découvre pendant une opération que ces symptômes sont dus à un parasite, dévorant la victime de l'intérieur et provoquant ces lésions. Le maire est invité par la radio locale, il rassure ses habitants en disant simplement de limiter les baignades si l'on est sensible aux bactéries, et de profiter du 4 juillet. Sur un bateau, quelqu'un se fait mordre par un isopode après avoir pêché un poisson. À la radio locale, les appels des auditeurs inquiets se poursuivent, chacun ayant une théorie à propos de cette catastrophe. Sur le bateau d'Alex et Stéphanie, la jeune femme n'arrive pas à joindre ses parents. Les océanographes découvrent des mutilations bien plus graves sur les poissons, et que la baie est une zone morte à 40%. Une vidéo montre deux adolescents se faire attaquer dans l'eau par quelque chose d'inconnu, leurs corps n'ont jamais été retrouvés.
Malgré les nombreuses tentatives du Dr Abrams pour soigner ses patients, leurs lésions ne cessent de se développer et l'hôpital est débordé par l'arrivée de nouveaux cas. Retour au mois de mai, les océanographes découvrent avec horreur dans le corps d'un poisson mort, l'apparition de nombreux isopodes. Une fois encore, ils ont envoyé leur rapport au maire mais toujours pas de réponse. D'autres contenus numériques sont rapidement diffusés. On y voit un homme paniqué, ayant quelque chose de vivant dans son estomac, ainsi qu'une conversation par SMS d'une personne subissant le même mal. Jennifer arrive à l'hôpital, toujours en facetime avec son amie, elle y voit de nombreuses personnes souffrantes dans les salles d'attente. La mère de Stéphanie envoie un message vocal à sa fille, n'arrivant pas à la joindre, elle dit qu'elle se trouve à l'hôpital où c'est la panique. Son mari est opéré à cause d'une infection grave, devant même être amputé d'une jambe. Elle met sa fille en garde à ne surtout pas descendre du bateau, et que des lésions sont également apparues sur son corps. Elle prend alors conscience que beaucoup d'entre eux vont possiblement mourir, mais un texte écrit dévoile que Stéphanie n'a jamais reçu ce message. Plus tard, le couple découvre un bateau à voiles naviguant sur l'eau mais avec personne à bord.
Donna explique par voix off que l'on peut voir sur une vidéo son cadreur, se passer un coup d'eau sur le visage. Elle dit qu'il est mort dans la soirée, probablement à cause du parasite. Jennifer continue de filmer ce qu'il se passe dans l'hôpital, son amie (qui finira par attraper le virus) est avec ses parents qui tentent de fuir la ville en voiture, mais le pont est bloqué. Paul et Jimson arrivent dans une maison, où des cris ont été signalés. Hors-champ, on entends que les deux policiers sont tombés nez à nez sur une famille massacrée par les parasites mais l'un d'entre eux étant encore vivant, ils lui abrègent ses souffrances. Dans la confusion, Jimson tire sur Paul. Le CDC en apprend plus sur le parasite en question, il s'agit d'une version mutante d'un cymothoa exagua. La vidéo suivante remonte au 16 juin, elle nous montre ce qui est arrivé aux 2 océanographes. Ils se dirigent vers la côte de Claridge afin de découvrir de plus près ces mystérieux parasites. Plongés dans l'eau, ils se font attaquer par les isopodes.
De retour au présent, Donna et son cadreur découvrent deux autres cadavres dans les rues, ils n'en peuvent plus et décident de fuir. Pendant ce temps, le Dr Williams conseille à Abrams de quitter l'hôpital ainsi que son personnel. Il l'informe qu'une fois que la bactérie a infiltré le corps, la victime ne peut être sauvée. Mais Abrams reste, refusant d'abandonner ses patients. Jennifer est toujours dans l'hôpital et personne ne lui vient en aide, elle garde contact avec son amie qui subit les mêmes symptômes. Le shérif Lee n'a plus de nouvelles de ses adjoints, John l'accompagne pour voir ce qui se passe dehors. On apprend qu'il a donné l'ordre de couper le réseau téléphonique de la ville, expliquant pourquoi aucun des habitants ne peut être joint. Alex et Stéphanie arrivent au port de Claridge, la ville est déserte et les rues sont jonchées de cadavres. Le CDC est en communication avec un biologiste marin, qui les informe que le taux élevé d'excréments de poulets peut multiplier la croissance d'un parasite par 50 au minimum. Le maire est avec Lee, ils retrouvent Jimson qui est contaminé et visiblement effrayé. Le shérif tente de le raisonner mais Jimson lui tire dessus, avant de se suicider sous les yeux impuissants du maire. Celui-ci s'enfuit avec la voiture du shérif, mais il meurt percuté dans une intersection par un autre véhicule.
De son côté le jeune couple entre dans un magasin, ils parviennent à appeler un ami en visioconférences pour lui demander de l'aide malgré l’absence du réseau. Mais Alex qui s'était baigné dans la journée commence à avoir des marques sur son corps et un parasite sort de son cou, le tuant (Le parasite ayant atteint sa taille adulte en seulement 8 heures à cause de la pollution de la baie). Le Dr Abrams est la dernière personne encore vivante dans l’hôpital mais il est maintenant contaminé par le parasite. Il décide de filmer tout autour de lui, divulguant dans son monologue que ce n'est pas une épidémie qui est responsable du massacre mais un organisme vivant. Traversant des couloirs remplis de cadavres (Dont celui de Jennifer, son téléphone encore à la main), il espère que cette vidéo montrera la vérité. La sécurité intérieure contacte le CDC, évoquant la mort des deux scientifiques à cause de ces parasites dont le rapport a mis deux semaines pour arriver au CDC. Mais aucun ne semble prêt à placer une cellule de crise, de peur que la nouvelle se répande et provoque la panique.
Les dernières images de la catastrophe montrent Stéphanie avec son bébé, entrer dans une voiture de police. Après qu'une personne infectée lui ait violemment demandé de l'aide avant de mourir, la mère de famille quitte le véhicule avec son enfant et continu son chemin à pied. Donna explique qu'à l'aube, la ville fût mise en quarantaine pendant trois jours. Un texte nous raconte que les isopodes ont été tués à l'aide d'une utilisation massive de chlore, dans la baie. Il y a des survivants dont Stéphanie, qui a refusé de participer au reportage, la ville ayant passé un accord financier avec le gouvernement pour garder le silence. Donna termine son témoignage en citant une déclaration du gouvernement, ils ont prétexté que cette épidémie était due à des températures anormalement élevées pour la saison.

## Fiche technique
- Titre original et français : The Bay
- Réalisation : Barry Levinson
- Scénario : Michael Wallach
- Musique : Marcelo Zarvos (en)
- Direction artistique : Stan Flint
- Décors : Lee Bonner
- Costumes : Emmie Holmes
- Photographie : Josh Nussbaum
- Son : Mariusz Glabinski
- Montage : Aaron Yanes
- Production : Jason Blum et Steven Schneider
- Sociétés de production : Automatik Entertainment, Blumhouse Productions et Hydraulx
- Sociétés de distribution : Lions Gate Film (États-Unis), ARP Sélection (France)
- Budget : 2 millions de dollars[1]
- Pays de production :  États-Unis
- Langue originale : anglais
- Format : Couleurs - 35 mm - 1.85:1 -  Son Dolby numérique
- Genres : Faux documentaire/documentaire parodique, found footage, horreur, science-fiction, thriller
- Durée : 88 minutes
- Dates de sortie[2] :
  - Canada : 12 septembre 2012 (festival de Toronto)
  - États-Unis : 2 novembre 2012 (sortie limitée)
  - Belgique : 21 novembre 2012
  - France : 19 juin 2013
- Classification : 
  - États-Unis : Rated R à cause d'un contenu dérangeant et violent, d'images sanglantes et d'un langage mature
  - France : interdit aux moins de 12 ans lors de sa sortie en salles

## Distribution
- Kether Donohue (V. F. : Bénédicte Bosc) : Donna Thompson
- Will Rogers (V. F. : Franck Lorrain) : Alex
- Kristen Connolly (V. F. : Aurore Bonjour) : Stephanie
- Frank Deal (V. F. : Jérôme Keen) : le maire John Stockman
- Stephen Kunken (V. F. : Philippe Bozo) : Dr Jack Abrams
- Christopher Denham (V. F. : Anatole de Bodinat) : Sam
- Nansi Aluka (V. F. : Christine Bellier) : Jacqueline
- Robert C. Treveiler (V. F. : Nicolas Marié) : Dr Williams
- Andy Stahl (V. F. : Gabriel Le Doze) : le shérif Lee Roberts
- Anthony Reynolds (V. F. : Jean-Luc Atlan) : Steve Slatterry
- Rick Benjamin (V. F. : Philippe Catoire) : Bernie
- Jonathan Maverick (V. F. : Gilles Morvan) : Georges Nouri
- Jody Thompson (V. F. : Pierre Tissot) : l'officier Paul
- Michael Beasley (V. F. : Mohamed Sanou) : l'officier Jimson
- Zach Hanner (V. F. : Serge Biavan) : Epa Rep
- Lauren Cohn (V. F. : Emmanuelle Bondeville) : Marsha Rosenblatt
- Murat Erdan (V. F. : Stéphane Pouplard) : Mike
- Divakar Shukla (V. F. : Patrick Bethune) : Dr Sacerdoti
- Kenny Alfonso (V. F. : Julien Meunier) : Dr Michaels
- Curtis Lambert (V. F. : Glen Hervé) : le cadreur
- Justin Welborn (V. F. : Benjamin Penamaria) : l'activiste

Source et légende : Version française (V. F.) sur AlloDoublage

## Production

### Genèse et développement
Lorsque des producteurs demandent un long métrage sur la détérioration de la flore sous-marine de la baie de Chesapeake, Barry Levinson imagine The Bay. Il se documente sur cette zone maritime déclarée "morte" en regardant plusieurs reportages télévisés. Il est alors horrifié et surpris qu’une telle situation ne soit pas plus médiatisée et décide d'en faire le sujet d'un film. Il se dit qu'une fiction est ici plus efficace qu'un documentaire et il opte pour un film d'horreur en found footage.
Pour créer la bactérie mortelle du film, Barry Levinson et le scénariste Michael Wallach se sont inspirés de l’isopode "mangeur de langue", un parasite qui entre dans la bouche des poissons pour les dévorer petit à petit.

### Tournage
Le tournage a eu lieu en Caroline du Nord et Caroline du Sud, à l'automne 2010 pendant seulement 18 jours.
21 supports numériques différents ont été utilisés pour créer ce found footage, notamment une caméra de télévision, un iPhone, une caméra de vidéosurveillance, un appareil photographique familial et une webcam. Le réalisateur Barry Levinson explique avoir voulu « reproduire le langage visuel propre aux vidéos amateurs et rendre le film hyper réaliste ».

## Sortie et accueil

### Critique
Il a reçu un accueil critique favorable, recueillant 77 % de critiques positives, avec une note moyenne de 6,6/10, d'après 69 critiques collectées sur le site agrégateur de critiques Rotten Tomatoes. Sur Metacritic, il obtient un score de 65/100 sur la base de 20 critiques collectées. En France il obtient une note moyenne de 3,6/5 pour les critiques de la presse collectées sur l’agrégateur AlloCiné.

## Distinctions

### Nominations et sélections
- Festival international du film fantastique de Gérardmer 2013